# Olympia (arena)
För andra betydelser, se Olympia (olika betydelser).
Olympia är en fotbollsarena i Helsingborg. Idrottsplatsen är hemmaplan åt Helsingborgs IF och ägs av Helsingborgs stad. Olympia är en av Sveriges anrikaste idrottsanläggningar då den anlades redan 1898. I över 100 år hade arenans gräsmatta varit orörd, men till Helsingborgs IF:s 100-årsjubileum 2007 fick Olympia en helt ny gräsmatta. Man förbättrade gräsmattans dränering samt installerade värmeslingor och möjligheten att täcka över planen vid dåligt väder.
De största evenemang som hållits här är VM i fotboll 1958, dam-VM i fotboll 1995 och U21-EM i fotboll för herrar 2009. Den 7 november 2014 påbörjades en ombyggnation av Olympia för att bättre möta krav från Uefa och SvFF, men också för att ha större möjlighet att locka publik. Det nybyggda Olympia stod färdigt 2017.
Olympia har röstats fram som ”Årets plan” av de Allsvenska spelarna vid tre tillfällen: 2016, 2019 och 2020.

## Olympiaområdet
Området kring arenan har efter hand utvecklats till ett stort centrum för olika idrottsanläggningar i Helsingborg. Det så kallade Olympiafältet, som lades till idrottsplatsen 1930 efter att staden överlåtit Fredriksdals trädplantering till arenan, består av ett flertal träningsanläggningar, till exempel gräs- och grusplaner samt löparbanor. Norr om Olympia ligger Idrottens hus, invigt 1957, en multiarena med plats för flera olika sporter. På senare tid[när?] har även Olympiarinken för ishockey, hemmaarena åt Helsingborg HC, och Olympiahallen, som innehåller ett flertal tennis- och badmintonbanor, tillkommit i området.

## Numeriska fakta
- Storlek på planen: 105 × 68 meter
- Publikrekord:
  - 26 154 – Helsingborgs IF-Malmö FF (0-0) 14 maj 1954[5]
  - 17 227 – Helsingborgs IF-IFK Göteborg 1993 (i modern tid)
  - 16 089 - Helsingborgs IF-Norrby IF 1 augusti 2018 (efter senaste ombyggnaden)

## Historia

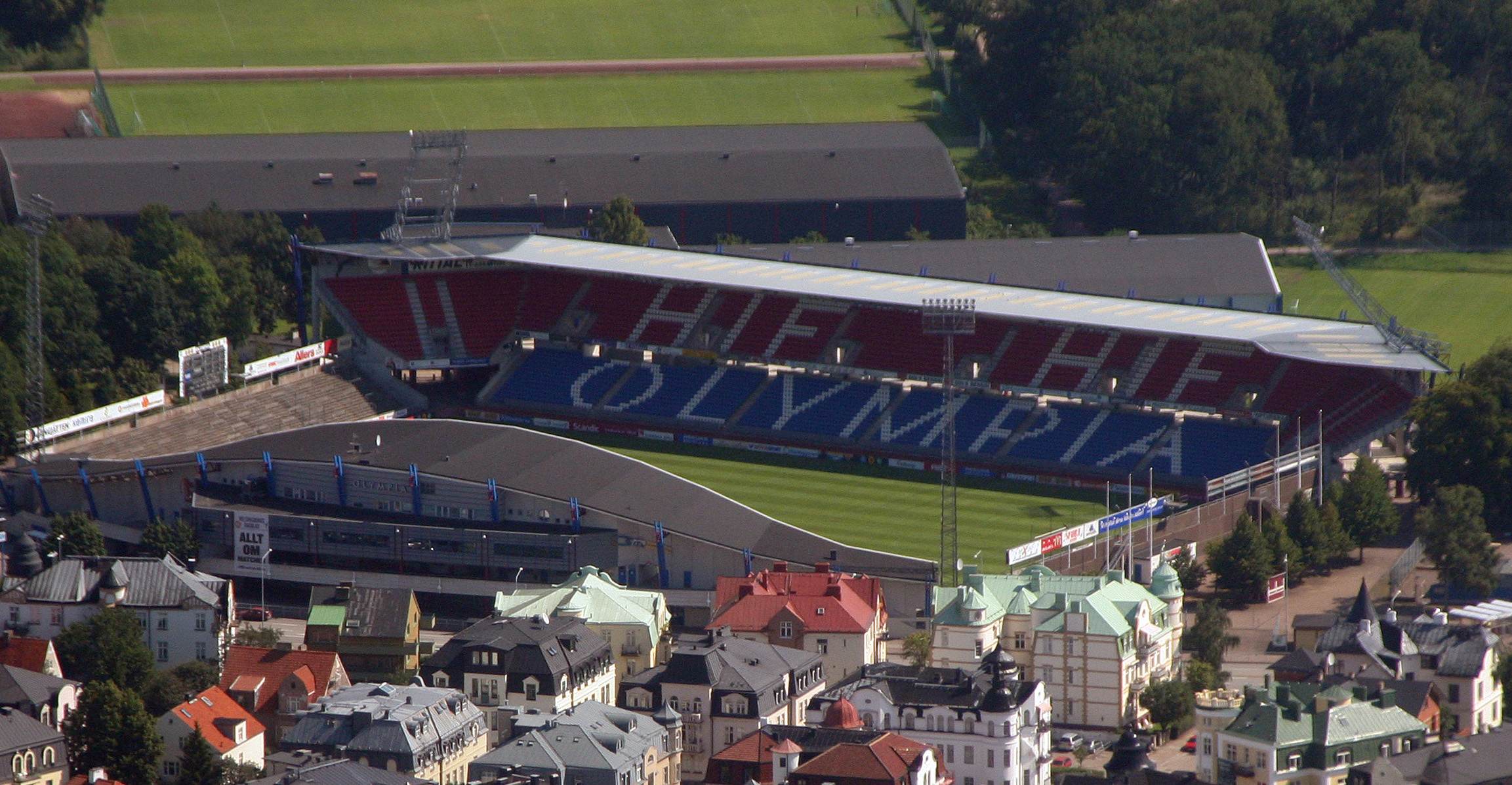
Gamla Olympia med närmiljö

I januari 1897 bildades företaget AB Olympia, vars namn inspirerats av de Olympiska spelen i Aten 1896. Målet för bolaget var att anlägga en idrottspark i östra Helsingborg. Planer på en ny idrottsplats i Helsingborg hade redan formats 1895 och 1896 försökte man registrera namnet AB Idrott, men detta var upptaget. Arenan var ursprungligen tänkt att hysa plats för cykeltävlingar, skridsko och tennis, men grunden visade sig vara för porös för att hålla vattnet till isbanan och därför anlade man istället en gräsplan. Efter att ha skjutits upp vid två tillfällen på grund av dåligt väder invigdes idrottssplatsen Olympia den 31 juli 1898 i anslutning till Fredriksdals herrgård. Från början var Olympia en kombinerad cykel-, friidrotts- och fotbollsarena och vid invigningarna hölls idrottstävlingar mellan IFK Helsingborg och IS Göta, samt cykeltävlingar. 

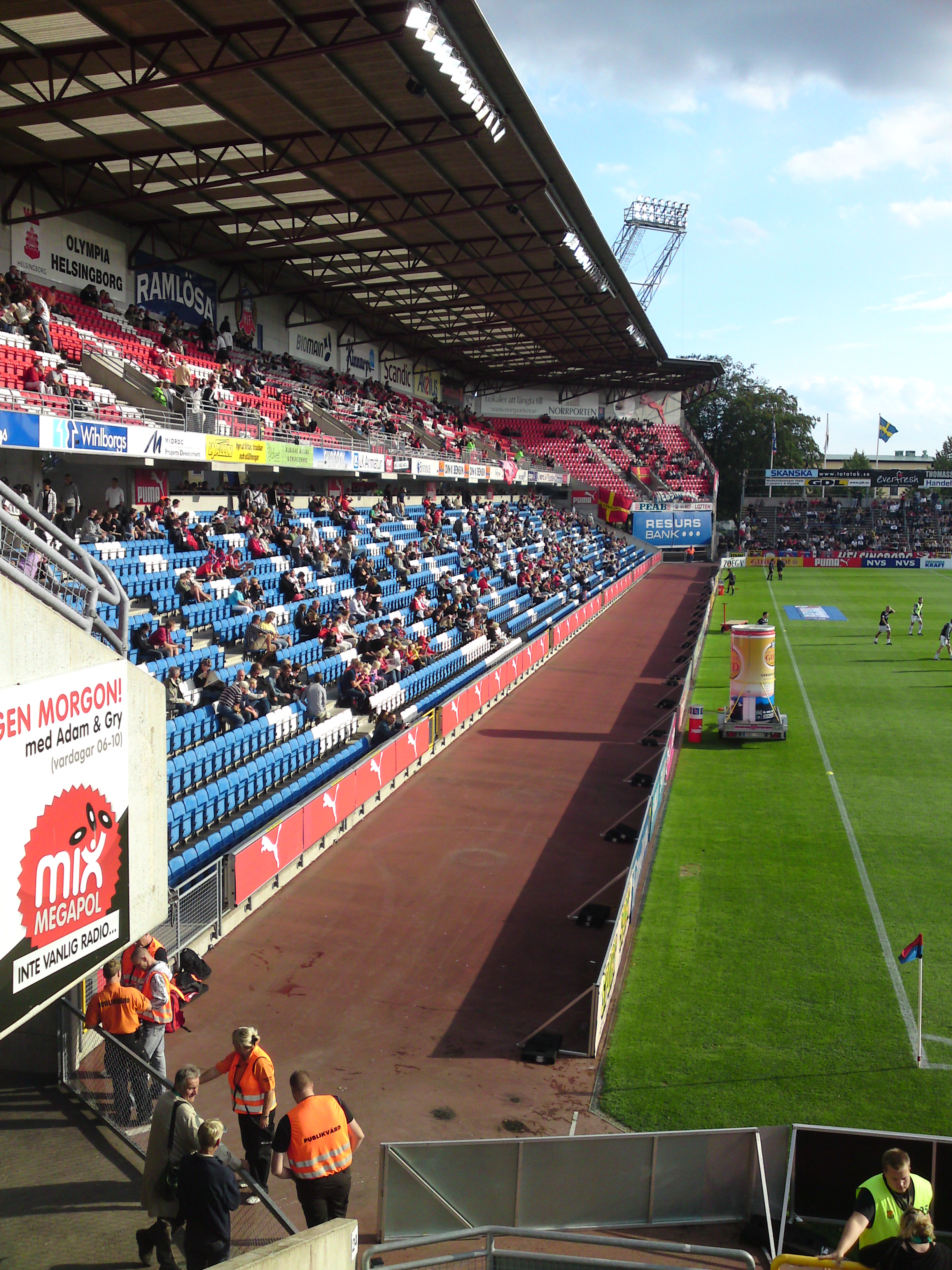
Sittplatsläktare på Olympia.

Vid Helsingborgsutställningen 1903 användes platsen som tivoli och hyste då ett populärt café, som senare kom att fungera som omklädningsrum under några år. Även under 1910- och 20-talen användes platsen för ett årligen återkommande nöjesfält. Arenan var 1905 värd för svenska mästerskapen i allmän idrott och atletik och 1907 bildade IFK Helsingborg, IS Göta och Cykelklubben idrottsförbundet Olympia, som stod för idrottsplatsens drift och underhåll. Helsingborgs stad anslog 1909 en summa av 20 000 kronor för uppförandet av en huvudläktare med plats för 400 åskådare, samt räcke runt innerplanen, entrékiosk och tennisbanor. Läktaren uppfördes på arenans västra långsida och sedan dess har läktarna byggts till och om ett flertal gånger. Cykelbanan byggdes om till moderna löparbanor med start 1915, samtidigt som innerplanen fick internationella mått, 110 gånger 65 meter, och ansatsbanor för hopp och kast läggs till. Arbetena slutförs 1916. Detta utförande har sedan innerplanen haft, i stort sett oförändrat, i nästan 70 år. 
Helsingborgs kommun tog 1941 över driften av arenan och en ny huvudläktare uppfördes 1951, som hyste 1 400 sittplatser. I samband med att VM i fotboll 1958 arrangerades i Sverige, där en del av matcherna spelades på Olympia, byggdes en ny ståplatsläktare samtidigt som fotbollsplanens mått justerades till 105x68 meter. Idrottsföreningarna lämnade Olympia 1973 för idrottsplatsen Heden och dess allvädersbanor och 1985 revs de gamla träläktarna på kortsidorna och östra långsidan och ersattes av läktare i betong. I och med detta bygge omvandlades Olympia till en renodlad fotbollsarena. Efter att HIF återinträtt i Allsvenskan 1993 byggdes arenan ut med en ny sittplatsläktare i väster, utformad av arkitektkontoret SAMARK. 1996-1997 revs den gamla östra ståplatsläktaren och ersattes med en ny stor sittplatsläktare. Finansieringen löstes genom stöd från Dunkerfonden som ger bidrag åt konstnärliga ändamål i staden.
Säsongen 2009, när Stattena IF spelade i damallsvenskan, användes Olympia som hemmaarena.
Inför säsongen 2010 byggdes sektion 37 om till alternativ ståplats. Räcken sattes upp över hela sektionen. Där stod huvuddelen av Helsingborgs IF:s klack fram tills att nya södra läktaren sattes i bruk 2015.
I mars 2013 tog Helsingborgs kommun beslutet att renovera arenan för 290 miljoner kronor, vilket sköts upp till Oktober 2014 då slutgiltigt beslut om renovering togs. Spaden sattes i marken dagarna efter avslutande hemmamatchen 2014, och Nya Olympia stod klart för invigning 1 april 2017. Olympia är nu en sluten arena med tak över samtliga läktarsektioner, och ståplatser som är konverterbara till sittplatser på den södra läktaren, samt den nedre delen av den norra läktaren.
Säsongen 2014 var Olympia hemmaplan även för Ängelholms FF, som på grund av skärpta krav inte kunde spela på sin hemmaplan i Ängelholm.